# كارستن براش
كارستن براش (بالألمانية: Karsten Braasch) مواليد 14 يوليو 1967 في شمال الراين-وستفاليا، ألمانيا، هو لاعب كرة مضرب ألماني سابق بدأ مسيرته كمحترف سنة 1987 وكان يلعب باليد اليسرى، اعتزل اللعب في 2005. أعلى تصنيف له في الفردي كان المركز الـ 38 في سنة 1994. أعلى تصنيف له في الزوجي كان المركز الـ 36 في سنة 1997.

## النهائيات

### الفردي: 1 (الألقاب 0– الوصافة 1)
| الحصيلة | الرقم | التاريخ       | الدورة   | الأرضية | المنافس         | النتيجة  |
| ------- | ----- | ------------- | -------- | ------- | --------------- | -------- |
| الوصافة | 1.    | 12 يونيو 1994 | روزمالين | عشبية   | ريتشارد كرايتشك | 3–6, 4–6 |

### الزوجي: 9 (الألقاب 6– الوصافة 3)
| الحصيلة | الرقم | التاريخ        | الدورة                      | الأرضية | الشريك           | المنافس                     | النتيجة                 |
| ------- | ----- | -------------- | --------------------------- | ------- | ---------------- | --------------------------- | ----------------------- |
| الفوز   | 1.    | 15 يونيو 1997  | بطولة هالي المفتوحة         | عشبية   | مايكل ستيتش      | ديفيد آدمز ماريوس بارنارد   | 7–6, 6–3                |
| الفوز   | 2.    | 15 يوليو 2001  | بطولة السويد المفتوحة للتنس | ترابية  | ينز كنيبشيلد     | سيمون أسبلين أندرو كراتزمان | 7–6(7–3), 4–6, 7–6(7–5) |
| الفوز   | 3.    | 30 سبتمبر 2001 | هونغ كونغ المفتوحة (تنس)    | صلبة    | أندريه سا        | بيتر لوكسا راديك ستيبانيك   | 6–0, 7–5                |
| الفوز   | 4.    | 3 فبراير 2002  | ميلان داخل الصالات          | سجاد    | أندريه أولهوفسكي | جوليان بوتيه ماكس ميرني     | 3–6, 7–6(7–5), [12–10]  |
| الفوز   | 5.    | 14 أبريل 2002  | البرتغال المفتوحة           | ترابية  | أندريه أولهوفسكي | سيمون أسبلين أندرو كراتزمان | 6–3, 6–3                |
| الفوز   | 6.    | 14 سبتمبر 2003 | بطولة بوخارست للتنس         | ترابية  | سركيس سركيسيان   | سيمون أسبلين جيف كوتزي      | 7–6(9–7), 6–2           |
| الوصافة | 1.    | 13 أبريل 1997  | هونغ كونغ المفتوحة (تنس)    | صلبة    | جيف تارانغو      | مارتن دام دانيال فاتشيك     | 3–6, 4–6                |
| الوصافة | 2.    | 4 مايو 1997    | بطولة ميونخ للتنس           | ترابية  | ينز كنيبشيلد     | بابلو البانو أليكس كوريتخا  | 6–3, 5–7, 2–6           |
| الوصافة | 3.    | 5 أكتوبر 1997  | بطولة بازل للتنس            | سجاد    | جيم غراب         | تيم هينمان مارك روسيه       | 6–7, 7–6, 6–7           |

## روابط خارجية
- كارستن براش على موقع رابطة محترفي التنس (الإنجليزية)
- كارستن براش على موقع الاتحاد الدولي لكرة المضرب (الإنجليزية)
- كارستن براش على موقع كأس ديفيز (الإنجليزية)
- كارستن براش على موقع خلاصة التنس.كوم (الإنجليزية)